# Плясовичи (Лидский район)
Плясовичи (бел. Пля́савічы) — деревня в Лидском районе Гродненской области Беларуси. В составе Дубровенского сельсовета.

## География
Пролегает дорога Н-6165.
Ближайшие населённые пункты Бринденята, Пашки, Тябы.

### Гидрография
Рядом протекает река Нарва.

## История
С 1905 года в Лидской волости Лидского уезда Виленской губернии.

## Население

### Численность
- 2009 год — 29 жителей

### Динамика
- 1999 год — 54 жителей (перепись населения)
- 2009 год — 29 жителей (перепись населения)[2]